# Louis Victor André Gabriel Suchet
Louis Victor André Gabriel Suchet, dit Louis Suchet, 5e duc d'Albufera, 5e comte Suchet (1905-1995). Il est président d'honneur du Souvenir Napoléonien.

## Biographie
Louis Suchet succède à son père, Louis 4e comte Suchet, 4e duc d'Albufera (1877-1953), ingénieur agricole, au titre ducal, le 14 juin 1953.
Marié à Paris, le 19 mai 1931, à Simone de Chevigné (1912-2006), il est père de 6 filles : Isabelle (1932), Anne-Marie (1934), Paule (1936), Hélène, Geneviève (1944) et Constance (1947).
Par son père, le 5e duc d'Albufera descend de Jean-Pierre-Hugues Cambacérès, et par sa mère, du maréchal d'Empire André Masséna.
Le duc d'Albufera n'ayant pas d'enfant mâle, c'est son frère, Napoléon Marie Joseph Suchet qui devient  à son décès 6e comte Suchet et   6e duc d'Albufera.

## Décorations
- Croix de guerre 1939-1945